# Grundtjärnen (Anundsjö socken, Ångermanland, söder om Brandberget)
Grundtjärnen är en sjö i Örnsköldsviks kommun i Ångermanland och ingår i Moälvens huvudavrinningsområde.